# Ivan Pravov
Ivan Pravov (russisk: Иван Константинович Правов) (født 4. november 1899 i Voronezj i det Russiske Kejserrige, død 11. maj 1971 i Moskva i Sovjetunionen) var en sovjetisk filminstruktør og manuskriptforfatter.

## Filmografi
- Babyen fra Rjasan (Бабы рязанские, 1927)[1][2]
- Sidste tur (Последний аттракцион, 1929)
- Stille flyder Don (Тихий Дон, 1931)
- Stepan Rasin (Степан Разин, 1939)
- Fyr fra taiga (Парень из тайги, 1941)